# 2023-as asztúriai regionális választás
A 2023-as asztúriai regionális választást 2023. május 28-án tartották meg, amelynek keretében megválasztották a spanyolországi Asztúria autonóm közösség regionális parlamentjét. A választáson 45 mandátumot osztottak ki. A választás napján Spanyolország 11 másik autonóm közösségében is regionális választásokat tartottak, emellett helyhatósági, önkormányzati választásokat országszerte. 

## Választási rendszer
Asztúria parlamentje a Junta, Asztúria autonóm közösségének az egykamarás törvényhozói szerve. Az 1978-ban életbe léptetett Spanyol Alkotmány, a Regionális Státuszegyezmény révén olyan jogokkal ruházza fel a a régiót, mint a helyi törvényhozás, regionális elnök megválasztása valamint a bizalmatlansági indítvány megszavazása.
Általános választójog érvényesül, azon spanyol állampolgárok szavazhatnak akiknek Asztúriában van bejelentett lakcíme és betöltötték 18. életévüket. A külföldön élőn asztúriai lakcímmel rendelkező állampolgároknak előre kell regisztrálni a levélszavazásra. A 45 mandátumot D'Hondt-módszernek megfelelően zárt listás, arányos képviseleti rendszerben választják meg. A mandátumokat többmandátumos választókerületre osztják ki, az adott választókerület lakosságszámának arányában. Három választókerületre osztották fel a régiót.

## Pártok és jelöltek
| Választási lista | Választási lista              | Pártok és koalíciók | Listavezetők | Listavezetők   | Ideológia                                                           | Előző választás eredménye | Előző választás eredménye | Státusz | Ref.              |
| Választási lista | Választási lista              | Pártok és koalíciók | Listavezetők | Listavezetők   | Ideológia                                                           | Szavazatok (%)            | Mandátumok száma          | Státusz | Ref.              |
| ---------------- | ----------------------------- | --- | ------------ | -------------- | ------------------------------------------------------------------- | ------------------------- | ------------------------- | ------- | ----------------- |
|                  | PSOE                          | Lista - PSOE |              | Adrián Barbón  | Szociáldemokrácia                                                   | 35,26%                    | 20                        | Igen    | [ 4 ]             |
|                  | PP                            | Lista - Néppárt (PP) |              | Diego Canga    | Konzervativizmus Kereszténydemokrácia                               | 17,52%                    | 10                        |         | [ 5 ]             |
|                  | Polgárok – A Polgárság Pártja | Lista - Polgárok – A Polgárság Pártja (CS) |              | Manuel Iñarra  | Liberalizmus                                                        | 13,97%                    | 5                         |         | [ 6 ] [ 7 ] [ 8 ] |
|                  | Podemos Asturies              | Lista - Podemos (Podemos Asturies) |              | Covadonga Tomé | Baloldali populizmus Közvetlen demokrácia Demokratikus szocializmus | 11,04%                    | 4                         |         | [ 9 ]             |
|                  | IU/IX                         | Lista - United Left of Asturias (IU/IX) – Communist Party of Asturias (PCA) – The Dawn. Marxist Organization OM (La Aurora (om)) – Republican Left (IR) |              | Ovidio Zapico  | Szocializmus Kommunizmus                                            | 6,62%                     | 2                         |         | [ 10 ]            |
|                  | Asztúriai Fórum               | Lista - Asztúriai Fórum (Foro) |              | Adrián Pumares | Regionalizmus Konzervativizmus                                      | 6,52%                     | 2                         |         | [ 11 ]            |
|                  | Vox                           | Lista - Vox (Vox) |              | Carolina López | Jobboldali populizmus Ultranacionalizmus Nemzeti konzervativizmus   | 6,43%                     | 2                         |         | [ 12 ] [ 13 ]     |